# Navío de línea

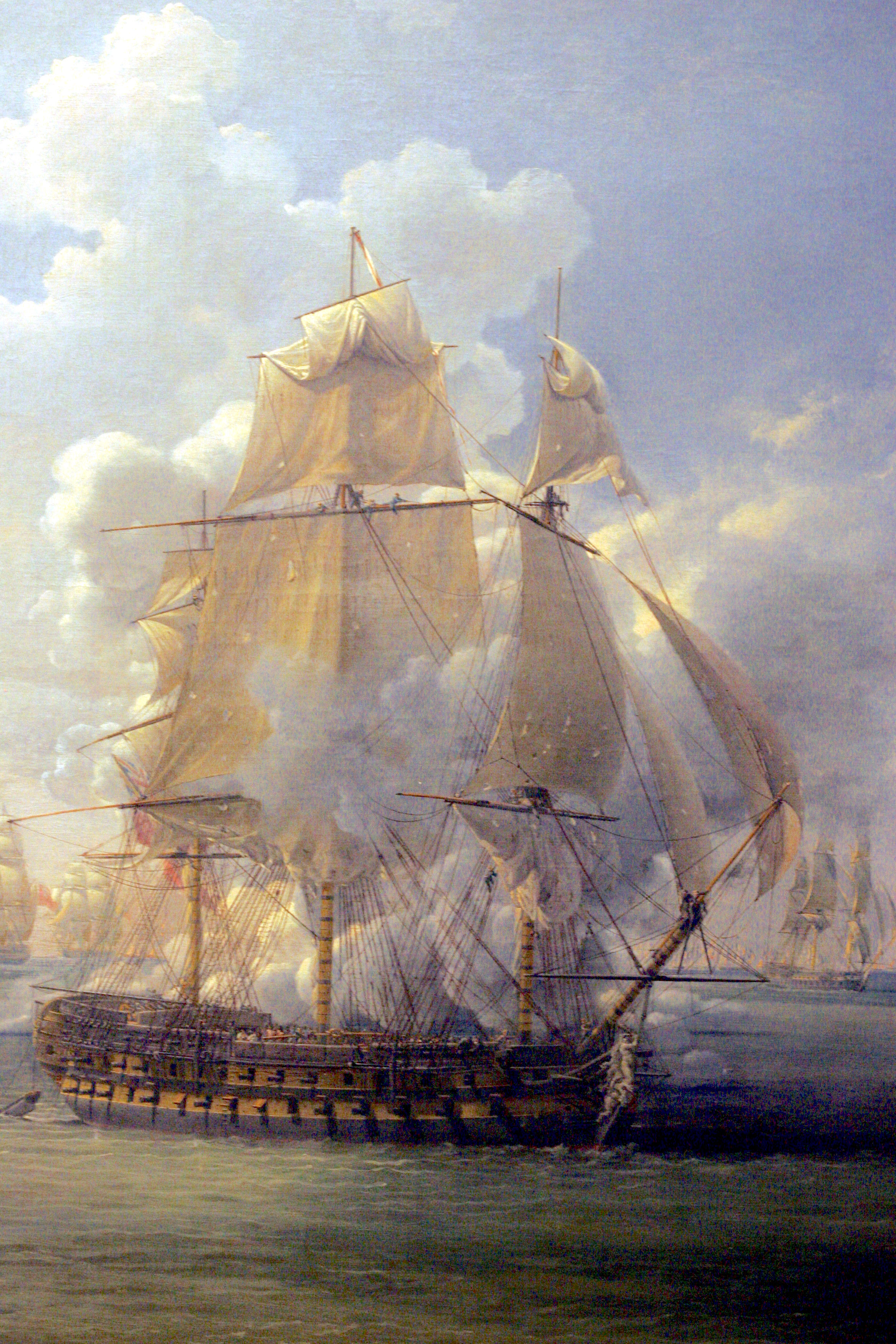
El navío de línea inglés HMS Hercule, en batalla contra la fragata francesa Poursuivante

En náutica, el navío de línea es un tipo de buque de guerra de tres palos con aparejo de velas cuadras y de dos a tres cubiertas artilladas.

## Descripción
Se le llamó así porque fue el tipo de buque utilizado en una nueva formación de combate de las escuadras navales, la formación de línea de batalla, utilizada entre los siglos XVII y XIX, en la que los navíos se alineaban los unos detrás de los otros para formar un muro de artillería que pudiera disparar simultáneamente densas salvas contra la flota enemiga.

## Historia

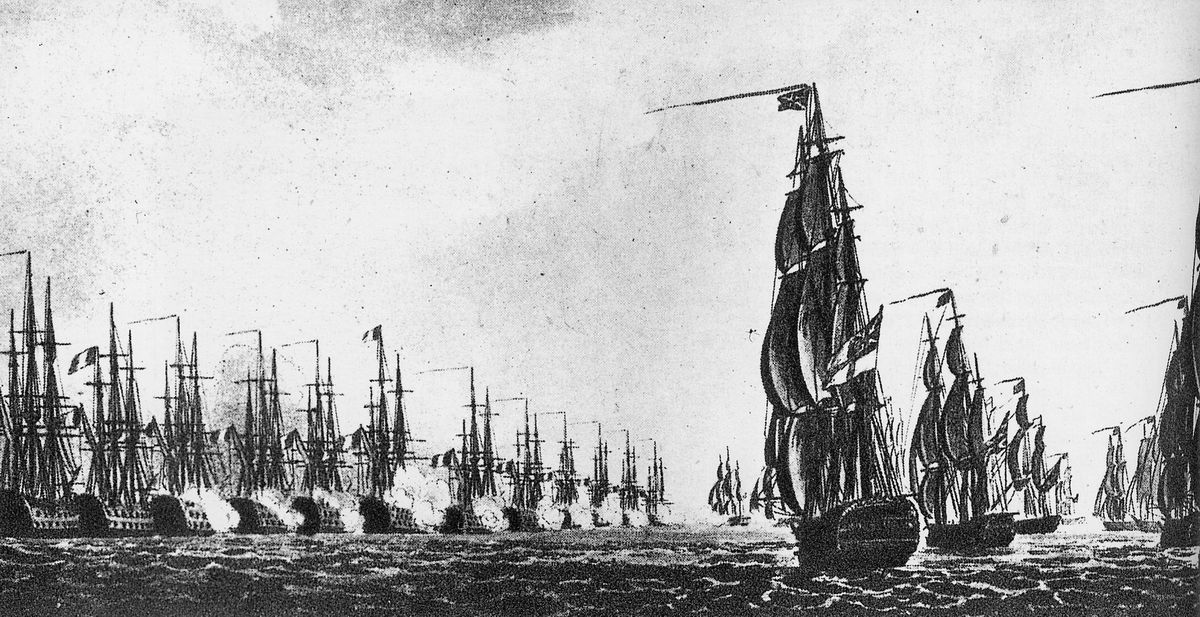
Buques ingleses atacan la línea de batalla francesa en la batalla del Nilo el 1 de agosto de 1798 (pintura de Thomas Whitcombe)

El concepto de navío apareció a finales del siglo XVI, en Inglaterra, como evolución de los buques existentes, como el galeón, ante los avances de la artillería naval y las mejoras técnicas en los buques de vela. Las flotas debían presentar una línea de buques cada vez más artillados, para desarbolar y destruir los buques enemigos, llegando al abordaje como último recurso, superando la concepción existente hasta entonces de que el combate naval era una extensión del terrestre, en el que había que abordar siempre al enemigo para luchar cuerpo a cuerpo. En el siglo XVII se desarrolla el concepto, que llegará a su cumbre en el siglo XVIII con el navío de línea, diseñado para formar estas líneas artilleras navales y maniobrar junto al resto de la escuadra.
En la Armada Española del XVIII los navíos se clasificaban en tres clases, según su número de cañones: entre los 100 que como mínimo debía portar uno de primera clase y los 60 que armaba uno de tercera. El navío de línea con más cañones jamás construido fue el español Santísima Trinidad, armado con 136 cañones y 4 morteros, que fue botado en 1769 en La Habana (Cuba), y se hundió al sur de Cádiz, tras su captura en la batalla de Trafalgar (1805). El siguiente sería el navío de línea ruso de 1841  Doce Apóstoles de 120 cañones, según algunas fuentes llegó a portar 130 y fue de los últimos navíos rusos tan fuertemente armados sin propulsión a vapor. El tercero del podio sería el barco dano-noruego Sophia Amalia de 1650, con entre 86 y 108 cañones tras su remodelación en 1673, uno de los primeros navíos de línea propiamente dichos.
Los navíos consumían, para su construcción y mantenimiento, gran cantidad de maderas y otros materiales. Para protegerse de los impactos enemigos, el casco se formaba superponiendo tablones gruesos de roble o encina, para formar capas de hasta medio metro de espesor, o más en los puentes. La obra viva se forraba con planchas metálicas de cobre para impedir la acción de parásitos marinos y se alternaban capas de estopa y alquitranados para aumentar la duración de los materiales. La artillería más pesada (piezas de 42 a 32 libras) iba en el puente inferior y se iban colocando piezas cada vez más ligeras en los superiores. Su desplazamiento oscilaba entre las 1200 y 3500 toneladas. Al ser un buque lento y que requería gran número de tripulantes para su maniobra, las marinas de guerra disponían de gran cantidad de buques menores, como fragatas, corbetas, goletas o bergantines, para misiones que requerían movilidad y acción independiente de la flota.
El ingeniero francés Charles Henri Dupuy de Lôme inició la última etapa del navío de línea con el Napoléon, un enorme navío que tenía el apoyo de un motor a vapor.
El navío fue desapareciendo de las armadas en la segunda mitad del siglo XIX, a partir de la entrada en servicio de las fragatas blindadas, cuyo primer ejemplar fue la francesa La Gloire, curiosamente también diseñada por Dupuy de Lôme, en 1859, seguida al año siguiente de la inglesa HMS Warrior; si bien se usaría una última vez en combate en la batalla de Lissa en el contexto de la tercera guerra de Independencia italiana en la que el navío de línea austriaco SMS Kaiser, aunque no era la nave capitana del almirante Tegetthoff, tuvo una intensa participación frente a las fragatas blindadas Italianas.

## Tipos de navío
Se pueden distinguir los siguientes tipos de navío:
- Navío de tres puentes: el que tiene tres puentes o baterías corridas de popa a proa y que regularmente no monta menos de 120 cañones. Asimismo hubo un navío de cuatro baterías llamado Santísima Trinidad, español, que fue el único de su clase y llegó a disponer, durante la batalla de Trafalgar, de 140 cañones.
- Navío de línea: cualquiera de los sencillos o de los de tres puentes que por esta circunstancia se considera a propósito para entrar en la formación de una línea de combate. Lo general es que no monte menos de 74 cañones de grueso calibre, pero ha habido en otro tiempo navíos de línea con menos de 60 cañones.
- Navío de hélice: el que además del aparejo que le corresponde tenía una máquina de vapor con la cual podía ponerse en movimiento por medio del elemento propulsor llamado hélice.
- Navío rebajado, realzado, de alto bordo, cabeza, cola de una línea o columna, etc.
- Navío de bandera, de insignia o navío general: el que monta el general de una escuadra o división.
- Navío de guardia: el que en una escuadra o puerto se destina para atender a todas las ocurrencias que se ofrezcan en las veinticuatro horas de este servicio.[4]

| |
| El Napoléon (1852), el primer navío de línea a vapor de la historia construido específicamente para uso militar. |

| |
| El navío Reina doña Isabel II de 84 cañones, fotografiado por Charles Clifford en Cartagena en 1862, fue el último navío de línea de la Armada Española. |

| |
| El HMS Victory, botado en 1765 y fotografiado aquí en 1884, es el único navío de línea que ha llegado hasta nuestros días. |

## Principales partes de un navío de línea

Representación esquemática de un navío de línea de tres puentes:
1) Pañol de municiones.
2) Santabárbara.
3) Antepañol. Cuarto donde se cargaban de pólvora los cartuchos.
4) Tapabalazo. Vía de agua tapada con tablas de madera y planchas de plomo.
5) Tiro doble. Requerido para quebrar el casco del barco enemigo.
6) Cañón con cureña y aparejos.
7) Cubierta principal.

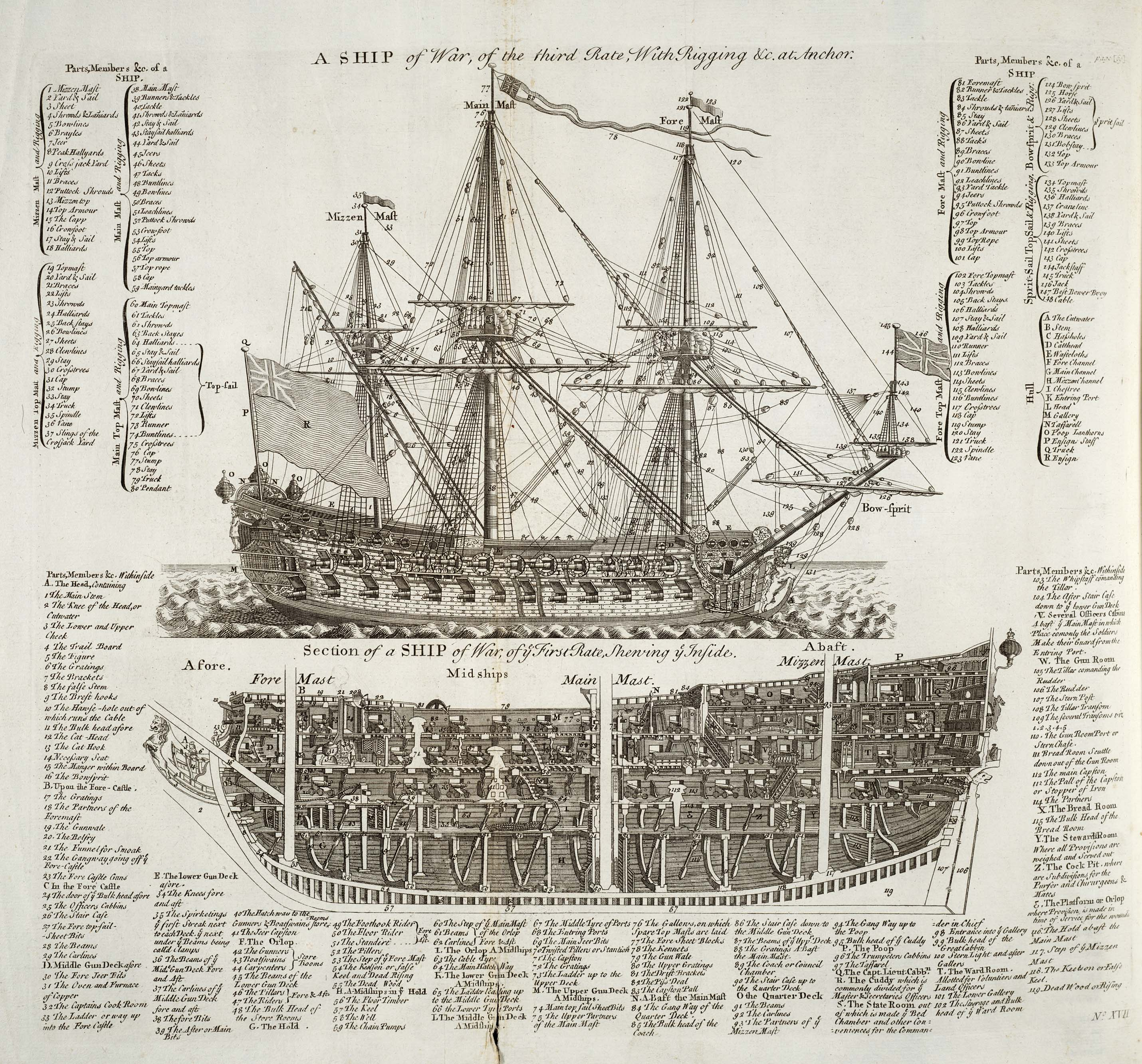
Diagrama ilustrando un navío de primera, y sección de un navío de tercera categoría (Cyclopaedia de 1728).

Estas eran las partes principales de un navío de línea (basadas en un navío de 2 puentes y 74 cañones de 1805):
- Cubierta de la primera batería: situada justo por encima de la línea de flotación, y por tanto la más inferior. En esta cubierta se encontraba el almacén de la pólvora, llamado santabárbara, lo que lo convertía en uno de los lugares más peligrosos del barco. Un impacto en la santabárbara podía hacer que el navío entero saltara por los aires en cuestión de segundos. Esta cubierta artillaba los cañones más pesados del navío, normalmente de 36 libras. En un "74 cañones" esta cubierta artillaba unos 28 cañones.
- Cubierta de la segunda batería: justo encima de la primera cubierta se hallaba la segunda cubierta, donde se encontraban importantes departamentos como los habitáculos de los oficiales o los almacenes y despensas de comida. Artillaba unos 30 cañones, de menor calibre que los de la primera batería y que solían ser los de 24 libras.
- Cubierta principal: la más alta de las cubiertas, lugar donde se realizaban la mayoría de tareas importantes de a bordo: observación, maniobra, guardias, combate, etc. Esta cubierta artillaba unos 16 cañones, los más ligeros del navío, que solían ser de 18 libras. También se encontraban sobre esta cubierta las carronadas, un tipo de cañón más ligero que el resto, de diseño inglés, que se usaban principalmente para barrer con metralla las cubiertas superiores del enemigo. En la Armada Española se usaron poco, y solo navíos de primera clase como el Santa Ana o el Santísima Trinidad llegaron a incorporarlas.
- Palo trinquete: de los tres mástiles que componían un navío de línea, el trinquete era el situado más a proa. Las principales velas que montaba eran (de inferior a superior): la vela de trinquete, el velacho o gavia de trinquete y el juanete de proa.
- Palo mesana: el situado más a popa, sus principales velas eran (de inferior a superior): la cangreja, donde muchas veces se situaba la bandera de la nación, la sobremesana, y el juanete de sobremesana o perroquete.
- Palo mayor: el más grande e importante de los tres, situado entre el trinquete y el de mesana, montaba las velas más importantes del navío y era prácticamente imprescindible para la navegación. Es por esto que era uno de los principales objetivos en caso de combate, ya que podía dejar el barco inmovilizado. Las principales velas que montaba eran (de inferior a superior): la vela mayor, la vela de gavia y el juanete mayor.
- Castillo de proa: una elevación situada a proa y dotada de su propia cubierta. Aquí se realizaban tareas principalmente de observación, y, algunas veces, de combate. El ancla también estaba situada aquí. Del castillo de proa y de las amuras de proa se proyectaba hacia adelante el beque, que servía para sostener el bauprés, el palo que se encuentra más a proa, y también servía de retrete a la marinería (los oficiales gozaban de la intimidad de cabinas-retrete situadas en las galerías laterales de popa. Los desechos se evacuaban directamente en el mar).
- Castillo de popa: opuesto al castillo de proa, a popa, se encuentra esta otra elevación de cubiertas. Originalmente la primera cubierta del castillo era el alcázar, palabra que es también sinónima de castillo, pero que en el siglo XVIII se refería ya a la parte trasera de la cubierta principal. La cubierta más elevada de un navío del siglo XVIII era, pues, la siguiente en elevación: la toldilla.
- Combés: situado entre el palo de trinquete y el palo mayor. Se dividía en dos partes: el hueco del combés, lugar por donde se trasladaban las mercancías desde la cubierta superior o desde el puerto hasta las cubiertas inferiores del navío, y el pasamanos, que bordeaba el hueco del combés y permitía el paso desde el alcázar hasta el castillo de proa.
- Alcázar: el alcázar era la parte de la cubierta superior situada entre el palo mayor y la popa, comprendiendo la parte del castillo de popa que llegaba hasta la toldilla. Sobre la parte de popa del alcázar se construía la mencionada toldilla, una cubierta que se extendía desde el palo de mesana hasta el coronamiento de popa. Bajo la toldilla se instalaban las dependencias del capitán y los camarotes de los oficiales de mayor rango. El alcázar y la toldilla constituían el centro neurálgico del navío. Los oficiales subían a la toldilla para obtener una mejor perspectiva de la cubierta y de las cercanías; pero cuando empezaba el combate, descendían al alcázar, ya que en la toldilla quedaban demasiado expuestos a la metralla. En ella solo permanecían los marinos encargados de las piezas artilleras y el oficial de banderas para izar y arriar los banderines de señales.

## Combate
En el Mar del Norte y el Océano Atlántico, las flotas de la Marina Real, la de los Países Bajos, la de Francia, la de España y la de Portugal libraron numerosas batallas. En el Báltico, los reinos escandinavos y Rusia hicieron lo mismo, mientras que en el Mar Mediterráneo, el Imperio Otomano, España, Francia, Gran Bretaña y los varios Piratas de Berbería también batallaron.
En el siglo XVIII, el Reino Unido se había establecido como la potencia naval más importante del mundo. Los intentos de Napoleón de desafiar el dominio de la Royal Navy en el mar resultaron ser un fracaso colosal. Durante las Guerras Napoleónicas, Gran Bretaña derrotó decisivamente a las flotas francesas y aliadas en todo el mundo, incluso en el Caribe en la Batalla del Cabo San Vicente, la Bahía de Aboukir frente a la costa egipcia en la Batalla del Nilo en 1798, cerca de España en la Batalla de Trafalgar en 1805, y en la segunda Batalla de Copenhague (1807). El Reino Unido surgió de las guerras napoleónicas en 1815 con la armada más grande y profesional del mundo, compuesta por cientos de barcos de madera de todos los tamaños y clases a vela.
La abrumadora potencia de fuego no servía de nada si no se podía utilizar, lo que no siempre era posible contra los barcos más pequeños y delgados utilizados por los corsarios de Napoleón, que operaban desde los territorios franceses del Nuevo Mundo. La Royal Navy lo compensó desplegando numerosos balandines de Bermuda. De manera similar, muchos de los buques mercantes de la Compañía de las Indias Orientales se volvieron ligeramente armados y bastante competentes en combate durante este período, operando un sistema de convoyes bajo un buque mercante armado, en lugar de depender de un pequeño número de más. barcos fuertemente armados que, si bien eran efectivos, ralentizaban el flujo del comercio.

## Los mayores navíos de la historia
Los mayores navíos de línea, fueron construidos cuando estos buques ya estaban en franco declive, contando además con propulsión a vapor, y los pocos construidos de este modo, eran conocidos como navíos de hélice, pero pronto fueron superados por las mejores condiciones marineras de las fragatas de hélice, y posteriormente por las fragatas blindadas y acorazadas
Algunos ejemplos de estos buques serían:
- HMS Victory (1759), británico, 3556 toneladas de desplazamiento, 79 metros de eslora, 104 cañones.
- Bretagne, francés, 6875 toneladas de desplazamiento a plena carga, 81 metros de eslora.
- HMS Duke of Wellington (1852), británico, 6071 toneladas de desplazamiento, 73 metros de eslora.
- Napoléon (1852), francés, 5120 toneladas de desplazamiento, 77,8 metros de eslora.
- Valmy (1850), francés, 5826 toneladas de desplazamiento, 64,05 metros de eslora.

El mayor navío de línea sin propulsión a vapor fue el Santísima Trinidad, de la Real Armada Española, con un desplazamiento de 4902 toneladas, 61,40 metros de eslora y armado con 140 cañones.

## Navíos de línea conservados hasta la actualidad

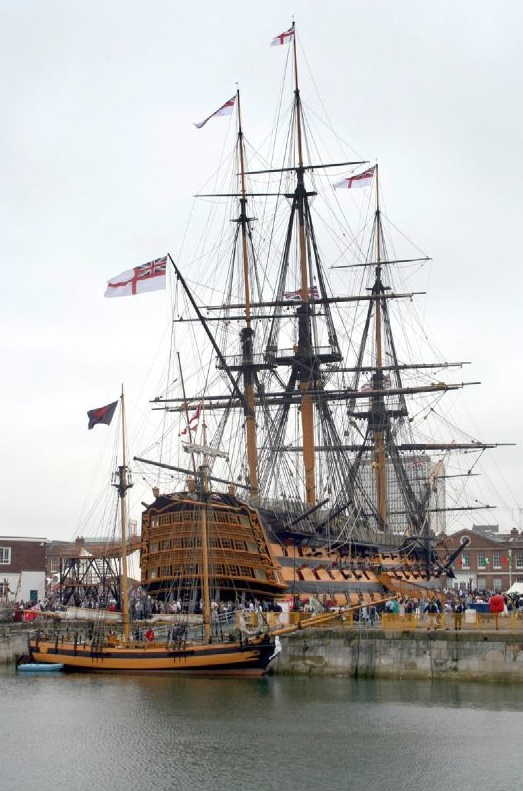
El HMS Victory en el muelle de Portsmouth (2005)

Pocos navíos de línea han sobrevivido al desguace o al paso del tiempo. En la actualidad el único que se conserva es el HMS Victory, que fue el buque insignia de lord Horatio Nelson durante la batalla de Trafalgar. Está amarrado en el puerto de Portsmouth y ha sido convertido en un museo. Aunque el Victory ha estado en dique seco desde la década de 1920, todavía es un buque de guerra totalmente comisionado en la Royal Navy y es el buque de guerra comisionado más antiguo de cualquier armada en todo el mundo.
Regalskeppet Vasa se hundió en el lago Mälaren en 1628 y se perdió hasta 1956. Luego se levantó intacto, en muy buenas condiciones, en 1961 y actualmente se exhibe en el Museo Vasa en Estocolmo, Suecia. En ese momento, era el buque de guerra sueco más grande jamás construido. Hoy en día, el Museo Vasa es el museo más visitado de Suecia.
El último navío de línea a flote fue el barco francés Duguay-Trouin, renombrado HMS Implacable después de ser capturado por los británicos, que sobrevivió hasta 1949. El último barco de línea hundido por la acción enemiga fue HMS Wellesley, que fue hundido por un ataque aéreo en 1940, durante la Segunda Guerra Mundial; fue brevemente re-flotado en 1948 antes de ser disuelto.

## Réplicas
Verdaderas y fieles réplicas de navíos de línea son, por ejemplo, las siguientes, todas ellas réplicas de navíos del siglo XVIII: el HMS Rose (réplica de la fragata inglesa del mismo nombre pero rebautizada como HMS Surprise por haber sido utilizada en la película Master and Commander), el Götheborg (en) (un navío sueco) y el HMS Blandford (en) (fragata británica de la batalla de Trafalgar pero cuya réplica ha pasado por tener dos nombres diferentes: en 1996 fue bautizada como Grand Turk por haber sido construida en Turquía pero en 2010 fue comprada por un armador francés y rebautizada como Étoile du Roy, «Estrella del Rey»).

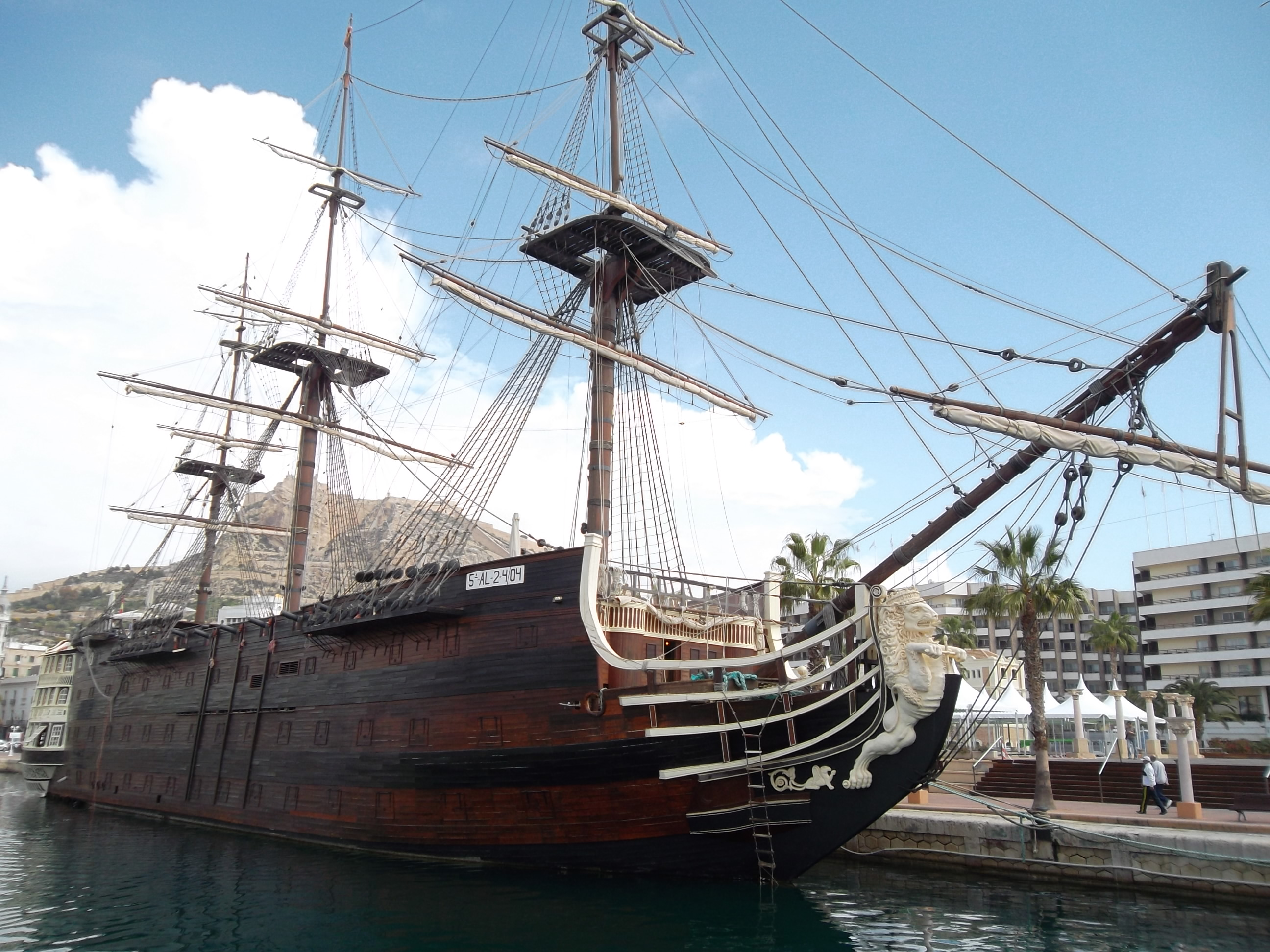
"Réplica" del Santísima Trinidad. Amarrado en el Puerto de Alicante desde abril de 2011, la nave alberga un restaurante, un bar, una discoteca y un museo.

La Armada Española no ha conservado ninguno de sus navíos, como tampoco se ha construido todavía la réplica de ningún navío español. Sin embargo, en el año 2006 se acomodó un barco mercante para darle la apariencia del navío de cuatro puentes Santísima Trinidad. Estuvo unos años amarrado en el puerto de Málaga y actualmente puede visitarse en el puerto de Alicante. Este decorado flotante no tiene el suficiente rigor histórico como para ser considerado una réplica, pero sirve de reclamo turístico: en él hay un restaurante, una discoteca y una sala de exposiciones.